# DVD-Audio
（常縮寫成）是一種數位格式，用在DVD上儲存高品質音訊内容。DVD-Audio僅用於儲存音訊內容，而DVD-Video則可以同時儲存音訊以及視訊內容。第一張DVD-Audio在2000年上市。
DVD-Audio最高可以使用192 kHz的取樣頻率和24-位元深度。由於錄音、數位後製及播放都會造成誤差，更高的解析度可以讓聽到的聲音不容易受到誤差影響；而DVD-Audio最明顯的好處在於多種取樣頻率、多聲道的支援，DVD-Audio可以使用與數位母帶相同的取樣頻率，取樣頻率的轉換可能會造成音質明顯變差（但在另一方面，將原始母帶升頻後製作的DVD-Audio唱片，則是地雷片）。
DVD-Audio曾和另一個高傳真音訊格式SACD陷入格式戰爭，然後又面臨網路音樂的競爭，而且雙方都缺乏平價播放器，最終兩者都不能在市場上獲得足夠的地位；自從可以同時播放兩種規格的播放器出現後，他們趨於共存，但只能固守少量高價的市場。

## 音訊格式
|                                    | 16-, 20- 或 24-位元深度 |          |        |           |         |    |
| 44.1 kHz                           | 48 kHz                  | 88.2 kHz | 96 kHz | 176.4 kHz | 192 kHz |    |
| 單聲道 (1.0)                       | 是                      | 是       | 是     | 是        | 是      | 是 |
| 立體聲 (2.0)                       | 是                      | 是       | 是     | 是        | 是      | 是 |
| 立體聲 (2.1)                       | 是                      | 是       | 是     | 是        | 否      | 否 |
| 立體聲 + 單聲道環繞 (3.0 或 3.1)   | 是                      | 是       | 是     | 是        | 否      | 否 |
| 四聲道 (4.0 或 4.1)                | 是                      | 是       | 是     | 是        | 否      | 否 |
| 3-立體聲 (3.0 或 3.1)              | 是                      | 是       | 是     | 是        | 否      | 否 |
| 3-立體聲 + 單聲道環繞 (4.0 或 4.1) | 是                      | 是       | 是     | 是        | 否      | 否 |
| 完整環繞立體聲 (5.0 或 5.1)        | 是                      | 是       | 是     | 是        | 否      | 否 |